# 징퉁 쾌속로

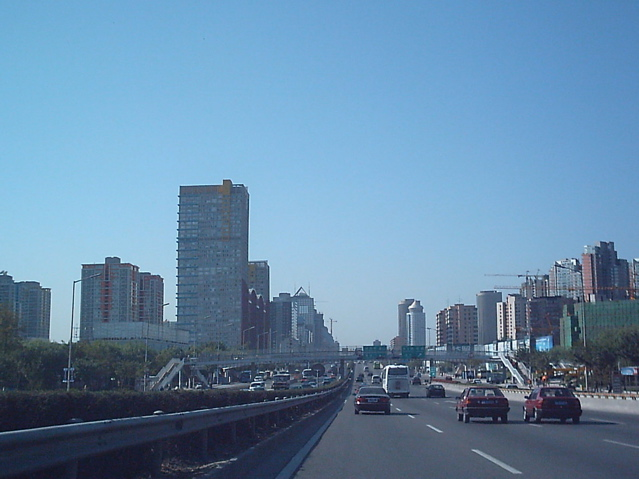
징퉁 쾌속로

징퉁 쾌속공로(京通快速公路, 경통쾌속공로)는 중화인민공화국의 수도인 베이징 직할시의 중심가와 퉁저우 구를 잇는 베이징 시의 고속화도로이다. 중화인민공화국에서 최초로 수익형 민자사업방식으로 건설된 고속화도로로, 1996년에 개통한 이래 20년간 민간기업이 운영하고 있다.

## 구성
전 구간 왕복 6차로로 구성되어 있으며, 쐉자오와 퉁저우에 각각 요금소가 설치되어 있다. 제한 속도는 다왕 대교와 가오베이디안의 구간과 후치쿤에서 시마좡에 이르는 구간은 최고 80km/h이며, 나머지는 최고 100km/h이다. 휴게 시설은 설치되어 있지 않다.